# Onitsura Ueshima
Onitsura Ueshima (jap. 上島鬼貫 Ueshima Onitsura; ur. 1661, zm. 1738) – poeta japoński z okresu Edo, autor haiku. 

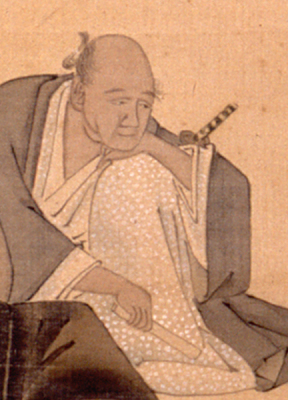
Uejima Onitsura

Ueshima był synem producenta sake z Itami w ówczesnej prowincji Settsu (obecnie prefektura Hyōgo). Początkowo był uczniem Sōina Nishiyamy, wkrótce jednak wypracował własny styl. 
Był łagodnym i szczerym człowiekiem. Przyjaźnił się z Konishim Raizanem. Szanował Bashō Matsuo. Kilka dni przed jego śmiercią odwiedził go, by zapytać go o zdrowie. Zmarł w Unagidani w wieku 78 lat.